# Hans Schneider
Hans Schneider   (Duisburg, 21 d'octubre de 1909 - Duisburg, 19 de juliol de 1972) va ser un waterpolista alemany que va competir durant la 1930. Fou el pare del també waterpolista Achim Schneider.
El 1936 va prendre part en els Jocs Olímpics de Berlín, on va guanyar la medalla de plata en la competició de waterpolo. Jugà 55 partits amb la selecció alemanya i el 1938 guanyà la medalla de plata al Campionat d'Europa.